# Иван Лардев
Иван Лардев (14 март 1965 – 25 юли 1992) е български футболист, защитник. В продължение на 10 сезона носи екипа на Пирин (Благоевград). Умира на 27-годишна възраст след като получава сърдечен удар.

## Биография
Родом от Белица, Лардев постъпва в школата на Пирин (Благоевград) през 1978 г. Преминава през различните възрастови групи на „орлетата“, като дебютира за първия състав на 18 години. Това се случва през сезон 1982/83, когато изиграва 2 мача в А група, но Пирин завършва на последно място и изпада. През следващия сезон записва 7 мача в Южната Б група, а благоевградчани отново печелят промоция за елита.
От сезон 1984/85 започва да се утвърждава в основния състав на клуба. Изиграва общо 155 мача и бележи 2 гола в А група за Пирин. През сезон 1991/92 с отбора достига до финала за Купата на България. На 27 май 1992 г. извежда „орлетата“ с капитанската лента в мача за трофея срещу Левски, който е загубен с 0:5.
След края на сезона преминава в Добруджа (Добрич), но така и не успява да изиграе официален мач за клуба. На 25 юли 1992 г. получава сърдечен удар по време на вечеря в ресторант и умира само на 27-годишна възраст.